# 埼玉新都市交通
埼玉新都市交通株式會社（日语：／ Saitama Shintoshi Kōtsū */?），簡稱埼玉新都市交通，是一間由埼玉縣與東日本旅客鐵道（JR東日本）共同出資的第三部門鐵道公司。營運埼玉縣AGT（新交通系統）1條路線。本社所在地位於埼玉縣北足立郡伊奈町大字小室288。

## 事業概要
擁有和營運AGT（新交通系統）的伊奈線「New Shuttle」，各站設置與商店的營業均位於東北、上越新幹線的高架橋下整備和在停車場營運。本社屋橫跨丸山站的高架橋下，與丸山車輛基地相鄰。

## 歷史
伴隨東北、上越新幹線的建設，新幹線的分岔點設於伊奈町，導致町域被分割為3部分，引發新幹線建設反對運動。因此，當時的町長加藤操盡會見地域住民（舊大宮市、上尾市、伊奈町），建設都市鐵道。
與之相同的反對訴求的戶田市、舊浦和市、舊與野市住民因而建設通勤新線埼京線，但根據判斷，伊奈線沿線不需要興建普通鐵路，於是引入當時各地紛紛建設的中運量新交通系統AGT。

## 路線
| 路線記號 | 中文線名 | 日文線名 | 起點         | 終點         | 距離（公里） |
| -------- | -------- | -------- | ------------ | ------------ | ------------ |
|          | 伊奈線   |          | 大宮（NS01） | 內宿（NS13） | 12.7         |

## 車輛

### 2000系
伴隨沿線的鐵道博物館開館，為提升輸送力和解決1010系、1050系的老化，於2007年起引入。2015年引入7編組。

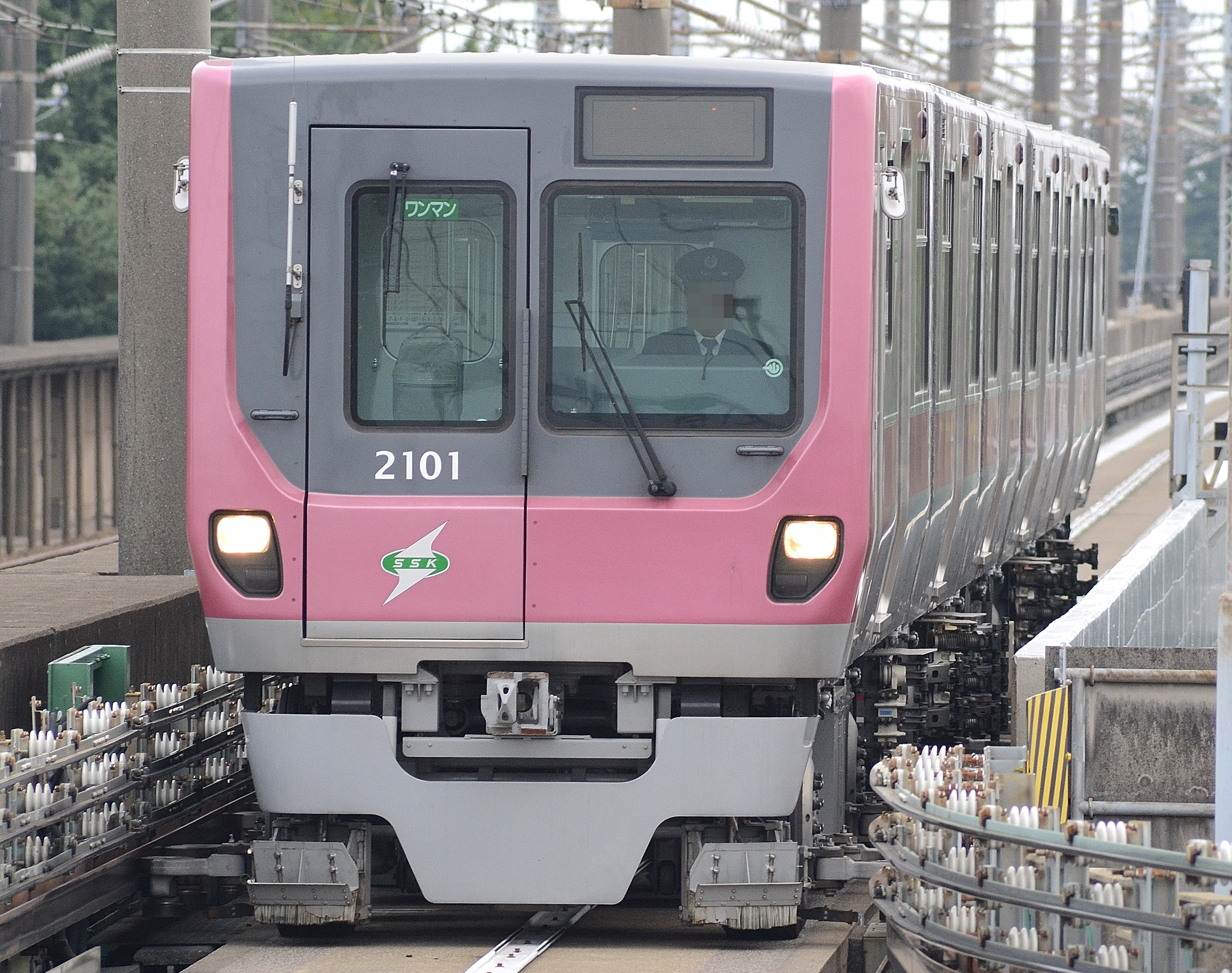
2000系第2101編組（2014年10月4日、羽貫站）

### 2020系
1983年開業以來以取代1000系3編組為目的，2015年至2016年引入3編組。

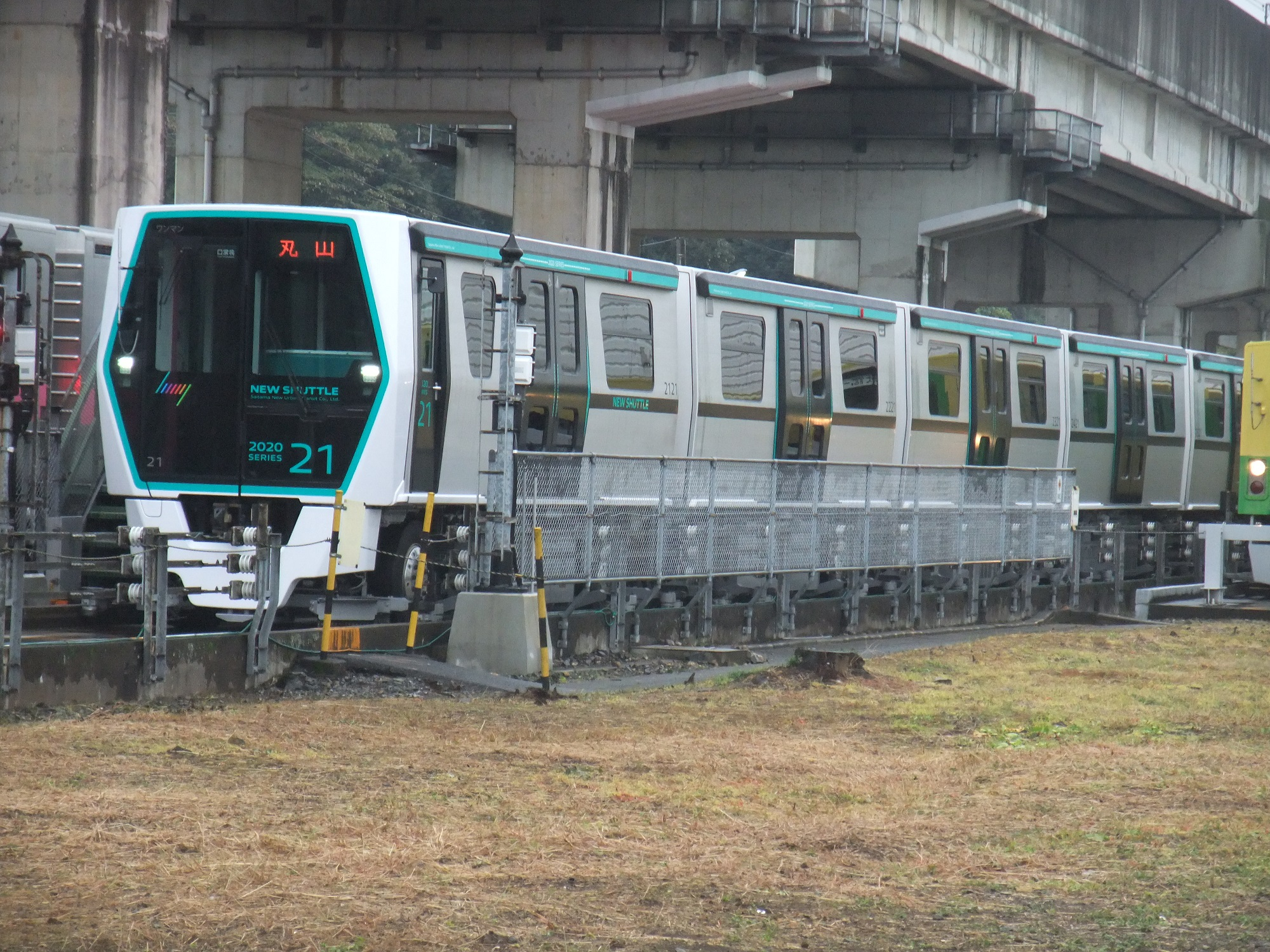
2020系第2021編組（2015年11月14日、丸山車庫）
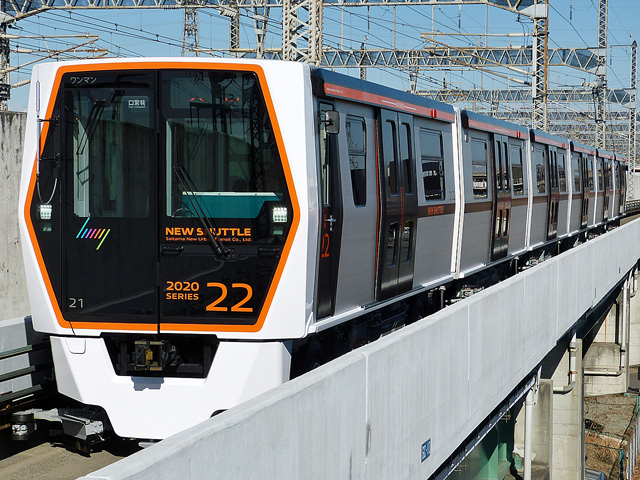
2020系、2022編組（2016年2月2日、加茂宮站）

## 腳注
1. ↑  2020系新型電車試乗会の募集PDF - 埼玉新都市交通、2015年10月2日
2. ↑  ニューシャトル2020系23編成が営業運転を開始 （页面存档备份，存于） - 鉄道ファン・railf.jp 鉄道ニュース、2016年6月28日

## 外部連結
- 埼玉新都市交通（株）New Shuttle （页面存档备份，存于）